# Jucilei
Jucilei da Silva, noto semplicemente come Jucilei (São Gonçalo, 6 aprile 1988), è un ex calciatore brasiliano con cittadinanza palestinese, di ruolo centrocampista.

## Carriera

### Club
Comincia la carriera nel Malucelli, quindi nel 2009 si trasferisce al Corinthians. Debutta il 10 maggio 2009 nella sconfitta contro l'Internacional di Porto Alegre (0-1).
Il 24 febbraio 2011 si trasferisce ai russi dell'Anži Machačkala per 10 milioni di euro. Segna il suo primo gol in campionato il 5 marzo 2012 nella vittoria esterna per 0-1 contro la Dinamo Mosca.
Il 13 gennaio 2014 per 6 milioni di euro viene ceduto all'Al-Jazira, club militante nella UAE Arabian Gulf League e allenato all'epoca dall'italiano Walter Zenga. Per poter giocare, visto che negli Emirati Arabi Uniti i club possono tesserare solo tre giocatori provenienti da paesi posti al di fuori del Medio Oriente e un asiatico, accetta di ottenere il passaporto palestinese.
Il 29 giugno 2015 passa allo Shandong Luneng.
Il 12 febbraio 2017 passa al San Paolo.

### Nazionale
Il 26 luglio 2010 viene convocato per la prima volta dal commissario tecnico del Brasile Mano Menezes; debutta nella Nazionale verdeoro l'11 agosto successivo nell'amichevole contro gli Stati Uniti, vinta 2-0.

## Statistiche

### Cronologia presenze e reti in nazionale
| Cronologia completa delle presenze e delle reti in nazionale ― Brasile | Cronologia completa delle presenze e delle reti in nazionale ― Brasile | Cronologia completa delle presenze e delle reti in nazionale ― Brasile | Cronologia completa delle presenze e delle reti in nazionale ― Brasile | Cronologia completa delle presenze e delle reti in nazionale ― Brasile | Cronologia completa delle presenze e delle reti in nazionale ― Brasile | Cronologia completa delle presenze e delle reti in nazionale ― Brasile | Cronologia completa delle presenze e delle reti in nazionale ― Brasile |
| Data                                                                   | Città                                                                  | In casa                                                                | Risultato                                                              | Ospiti                                                                 | Competizione                                                           | Reti                                                                   | Note                                                                   |
| ---------------------------------------------------------------------- | ---------------------------------------------------------------------- | ---------------------------------------------------------------------- | ---------------------------------------------------------------------- | ---------------------------------------------------------------------- | ---------------------------------------------------------------------- | ---------------------------------------------------------------------- | ---------------------------------------------------------------------- |
| 10-8-2010                                                              | East Rutherford                                                        | Stati Uniti                                                            | 0 – 2                                                                  | Brasile                                                                | Amichevole                                                             | -                                                                      | 90’                                                                    |
| 17-11-2010                                                             | Doha                                                                   | Argentina                                                              | 1 – 0                                                                  | Brasile                                                                | Amichevole                                                             | -                                                                      | 85’                                                                    |
| Totale                                                                 |                                                                        | Presenze                                                               | 2                                                                      |                                                                        | Reti                                                                   | 0                                                                      |                                                                        |

## Palmarès

### Club

#### Competizioni statali
- Copa Paranà: 1

J. Malucelli: 2007
- Campionato paulista: 1

Corinthians: 2009

#### Competizioni nazionali
- Coppa del Brasile: 1

Corinthians: 2009
- Campionato brasiliano: 1

Corinthians: 2011